# DJ Tom-X
DJ Tom-X (pseudoniem van Thomas Bruchschmidt) is een Duitse hardtrance-en hardstyle-producer en dj. Hij wordt gezien als een van de belangrijkste vertegenwoordigers van de Duitse hardstyle.
DJ Tom-X is de bekendste artiest van het label Cases, maar zijn muziek verschijnt niet alleen op dat label. Samen met DJ Jo (Joachim Theis) vormt hij ook een duo genaamd DJ Jo vs. Tom-X. Verder brengt hij muziek uit onder de namen Bush, Technomachine en onder zijn eigenlijke naam, Thomas Bruchschmidt. Zijn grootste hit tot nog toe is het nummer Cocaine uit 2002.